# Euploca barbata
Euploca barbata är en strävbladig växtart som först beskrevs av Dc., och fick sitt nu gällande namn av J.I.M.Melo och Semir. Euploca barbata ingår i släktet Euploca och familjen strävbladiga växter. Inga underarter finns listade i Catalogue of Life.